# Klembów (gmina)
Klembów – gmina wiejska w województwie mazowieckim, w powiecie wołomińskim. W latach 1975–1998 gmina położona była w województwie ostrołęckim.
Siedziba gminy to Klembów.
Według danych z 30 czerwca 2004 gminę zamieszkiwało 8786 osób, a według spisu powszechnego z 2011 roku – 9367.

## Położenie
Gmina Klembów znajduje się 36 km od Warszawy na obszarze Niziny Mazowieckiej, Kotliny Warszawskiej i Równiny Wołomińskiej. Lokalna stacja kolejowa znajduje się przy linii Warszawa-Petersburg.

## Struktura powierzchni
Według danych z roku 2002 gmina Klembów ma obszar 85,79 km², w tym:
- użytki rolne: 69%
- użytki leśne: 18%

Gmina stanowi 8,98% powierzchni powiatu.

## Galeria

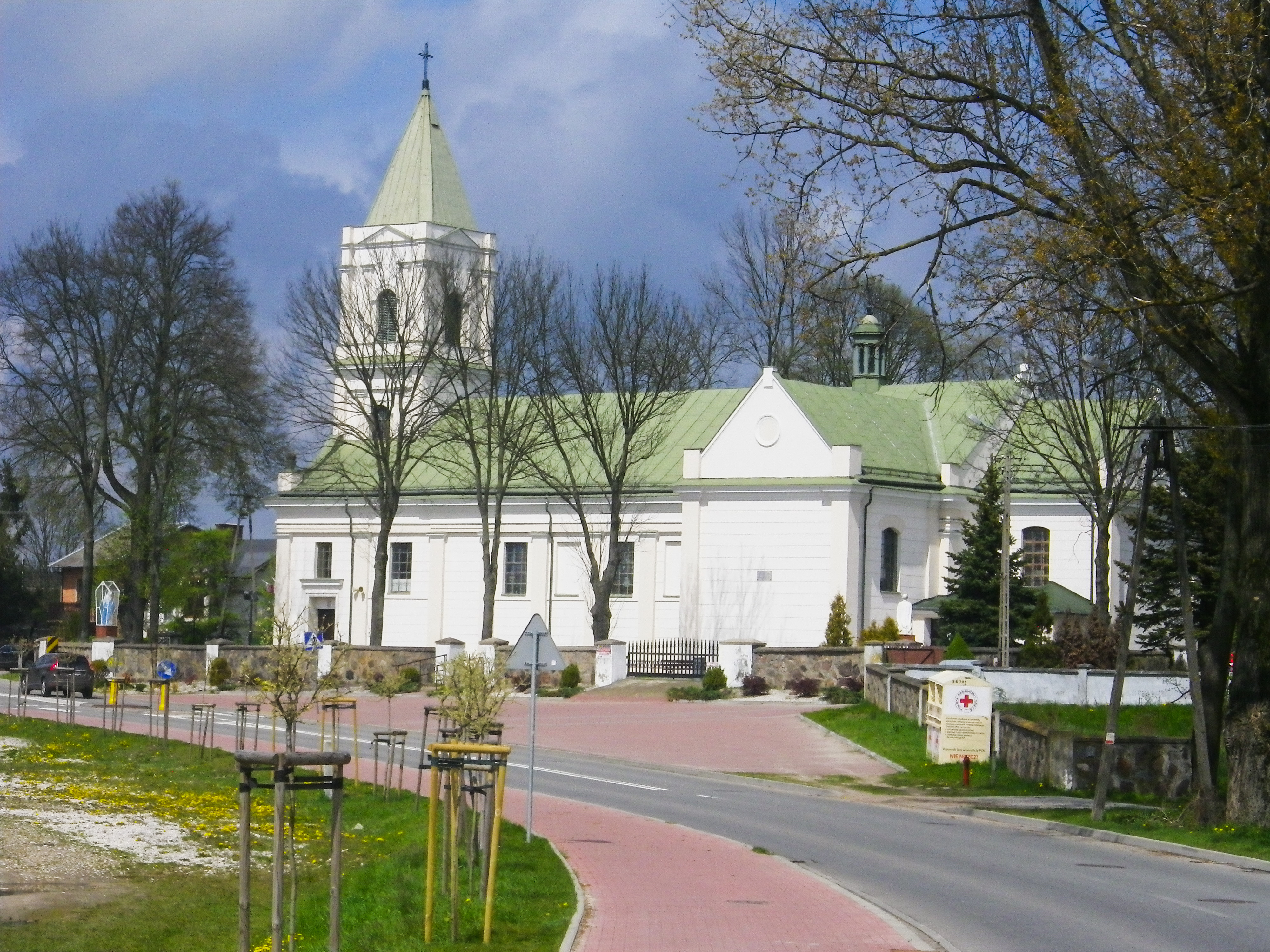
Kościół w Klembowie
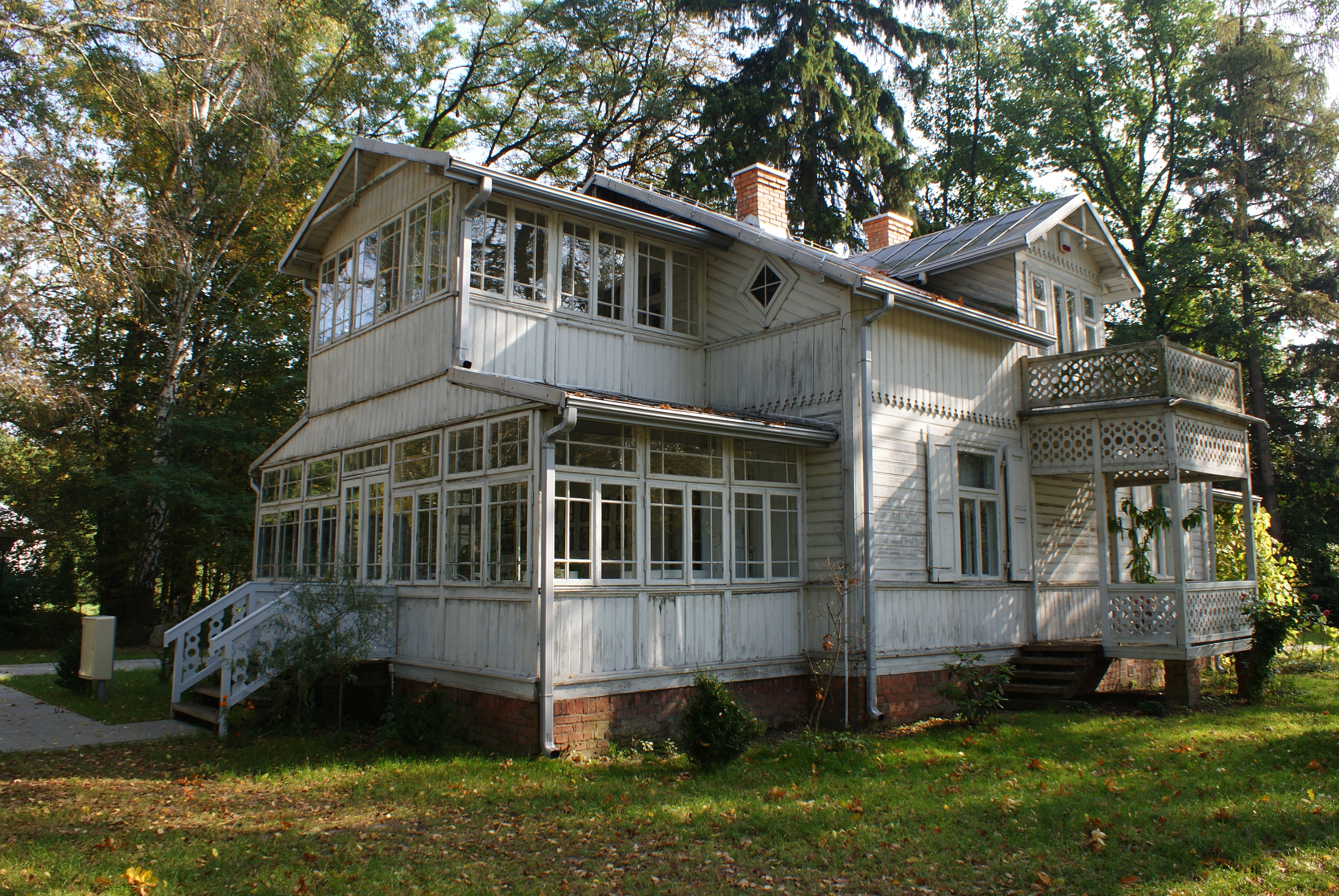
Dom św. Faustyny w Ostrówku
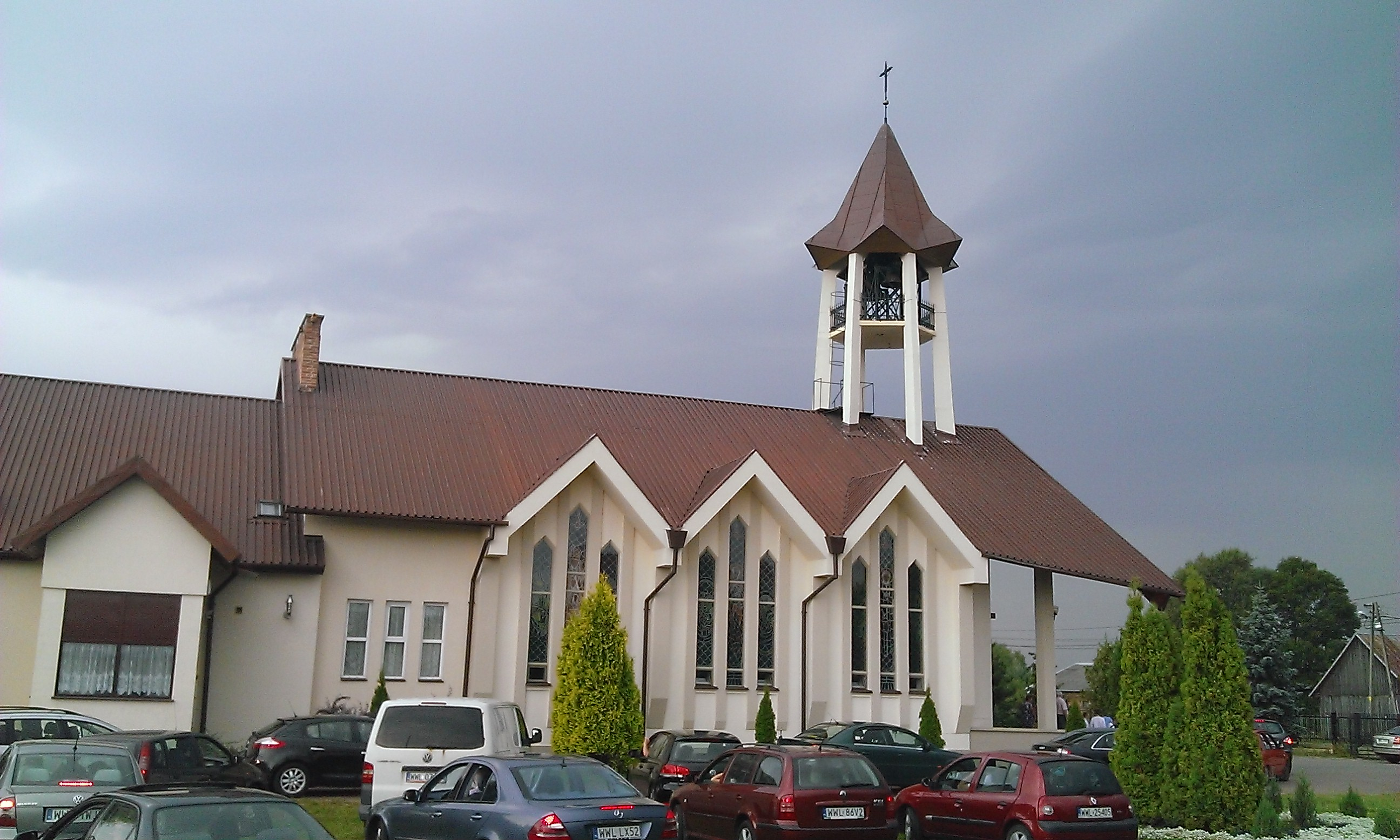
Kościół w Woli Rasztowskiej
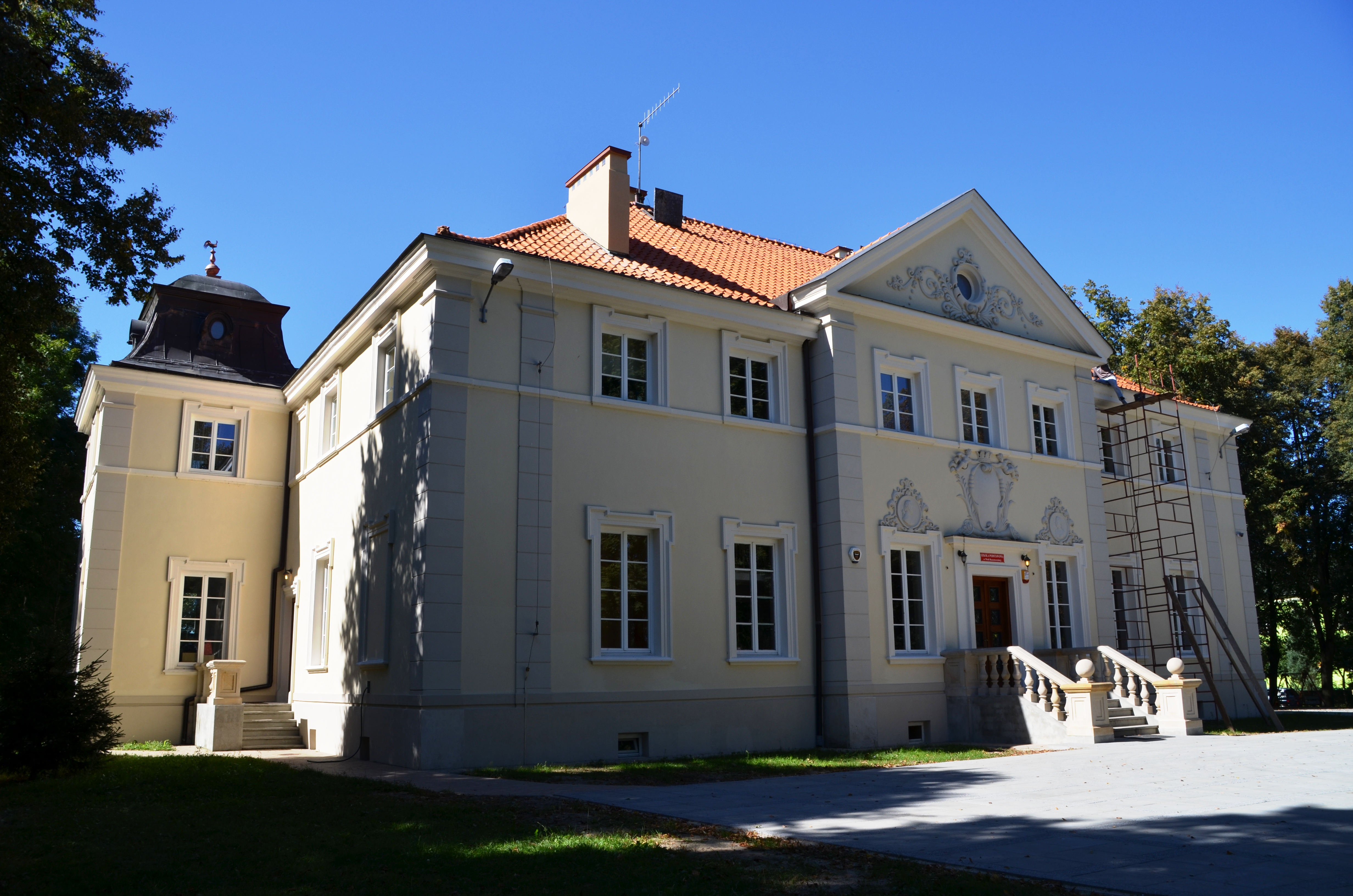
Pałac w Woli Rasztowskiej

## Demografia

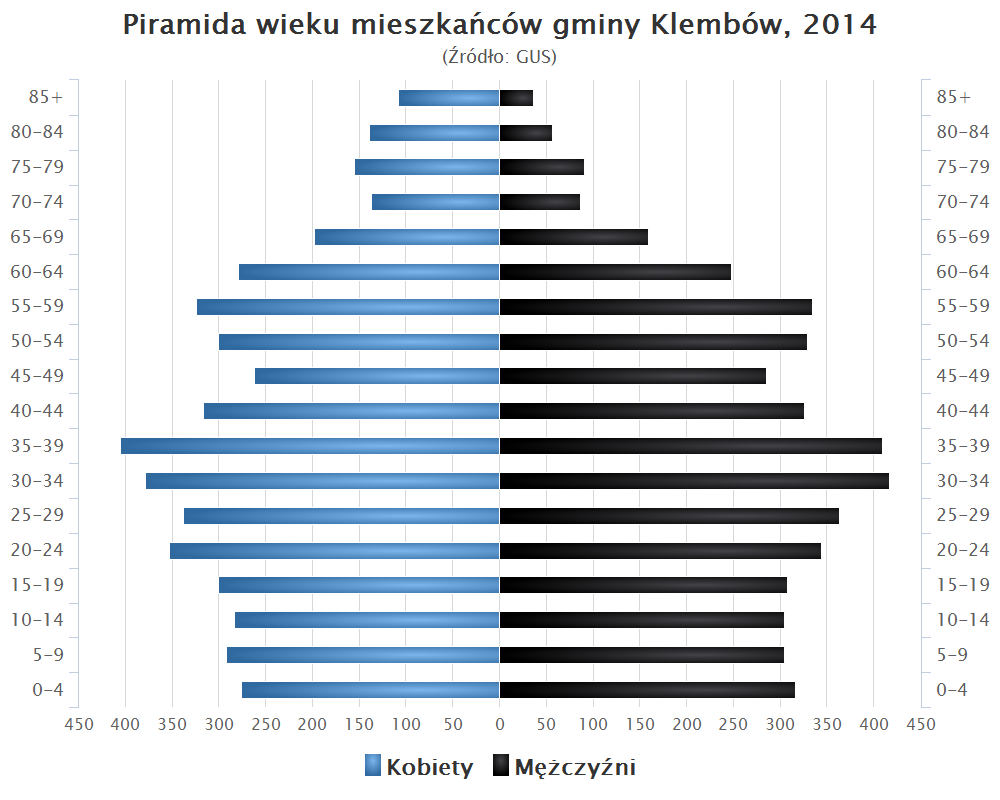
Piramida wieku mieszkańców gminy Klembów w 2014 roku

Dane z 30 czerwca 2004:
| Opis                              | Ogółem | Ogółem | Kobiety | Kobiety | Mężczyźni | Mężczyźni |
| --------------------------------- | ------ | ------ | ------- | ------- | --------- | --------- |
| jednostka                         | osób   | %      | osób    | %       | osób      | %         |
| populacja                         | 8786   | 100    | 4465    | 50,8    | 4321      | 49,2      |
| gęstość zaludnienia (mieszk./km²) | 102,4  | 102,4  | 52      | 52      | 50,4      | 50,4      |

## Sołectwa
Dobczyn, Karolew, Klembów, Krusze, Krzywica, Lipka, Michałów, Nowy Kraszew, Ostrówek, Pasek, Pieńki, Rasztów, Roszczep, Sitki, Stary Kraszew, Tuł, Wola Rasztowska.

## Sąsiednie gminy
Dąbrówka, Poświętne, Radzymin, Tłuszcz, Wołomin